# Стингтраенг
Стингтраенг (кхмер. ស្ទឹងត្រែង, МФА: [stɘŋ traeːŋ] "Річка очеретів"; лаос. ຊຽງແຕງ Xiang Taeng; тай. เชียงแตง Chiang Taeng 'Місто динь') — провінція в північно-східній частині Камбоджі.

## Історія

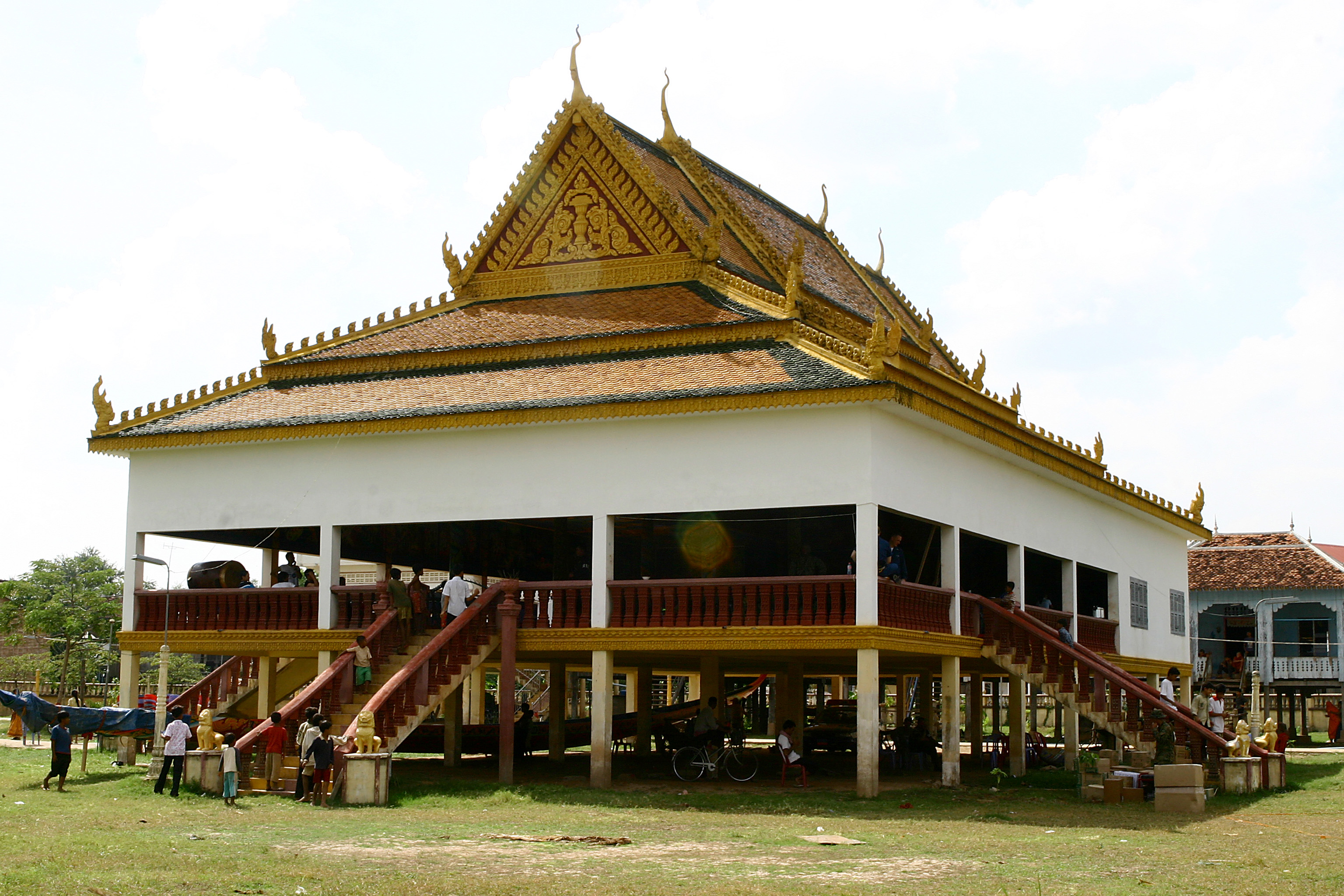
Буддійський храм в провінції Стингтраенг

Спочатку територія сучасної провінції була частиною Кхмерської імперії, потім — лаоського королівства Лансанг, а ще пізніше — лаоського королівства Тямпасак. Після франко-сіамської війни 1893 року Чіанг Таенг (Стингтраенг) знаходився під управлінням французького Нижнього Лаосу з 1893 по 1904 рік. У 1904 році французький Лаос передав провінцію французькому протекторату Камбоджа в обмін на Тямпасак, залишивши невелику лаоську меншість в Камбоджі.

## Географія
Адміністративний центр — однойменне місто. Площа становить 11 092 км².

## Населення
За даними на 2013 рік чисельність населення становить 127 798 осіб. За даними перепису 2008 року населення налічувало 111 671 осіб.
Динаміка чисельності населення провінції за роками:
| 1998   | 2005    | 2008    | 2013    |
| ------ | ------- | ------- | ------- |
| 81 074 | 103 933 | 111 671 | 127 798 |

## Адміністративний поділ
Провінція поділяється на 5 округів:
| Код  | Укр.          | Кхмерск. |
| ---- | ------------- | -------- |
| 1901 | Сєсан         | សេសាន      |
| 1902 | Сієм Боук     | សៀមបូក     |
| 1903 | Сієм Панґ     | សៀមប៉ាង     |
| 1904 | Стингтраенг   | ស្ទឹងត្រែង   |
| 1905 | Тхала Баріват | ថាឡាបារីវ៉ាត់   |